# Koszmar (powieść)
Koszmar (ang. Unspeakable) – powieść z gatunku horroru autorstwa Grahama Mastertona, wydana w 2002 roku.
Bohaterką Koszmaru jest głucha policjantka posiadająca zdolność czytania ludziom z ust, Holly Summers, zajmująca się sprawami dziecięcymi. Zostaje wezwana do ojca, który pobił swojego syna, twierdząc, że jest on opętany. Zostaje skazany. Na sali sądowej rzuca na Holly klątwę kruka. Kruk jest padlinożercą, który najpierw odbiera ci wszystko co posiadasz, a na końcu szczęście. Karmi się tobą. Holly traci dużo. Teraz walczy o życie swoje i swojej córki Daisy.